# Kebjatschewo

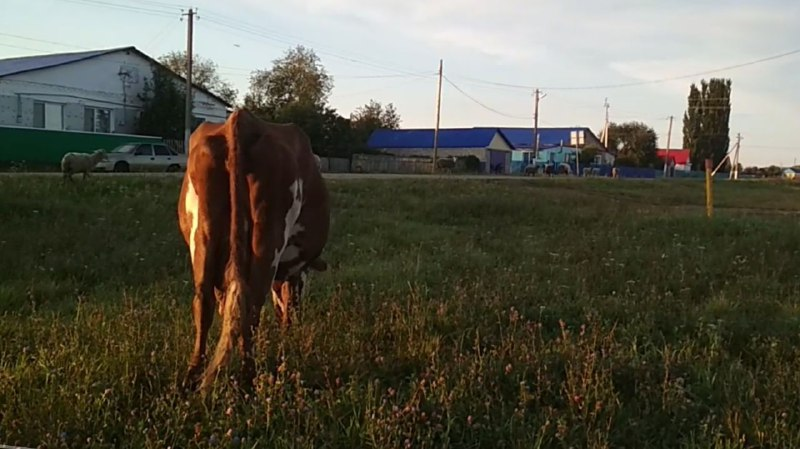
Kuh in Kebjatschewo

Kebjatschewo (russisch Кебячево; baschkirisch Кәбәс) ist ein Dorf (derewnja) in der Republik Baschkortostan in Russland mit 289 Einwohnern (Stand 2010).

## Geographische Lage
Kebjatschewo liegt etwa 8 km südlich von Tolbasy (Luftlinie), etwa 62 km südlich von Ufa (Luftlinie) und etwa 35 km nördlich von Sterlitamak. Das Dorf ist gut über die föderale Fernstraße R240 erreichbar, die Djurtjuli und Ufa mit Orenburg verbindet. Das Dorf grenzt direkt an ein kleineres Dorf namens Taschlykul (russisch Ташлыкуль Taschlykul; baschkirisch Ташлыкүл Taschlykül).
Direkt neben dem Dorf befindet sich ein kleiner See mit einer Fläche von etwa 2,4 ha und weniger als 800 Meter östlich vom Dorf liegt, neben der föderalen Fernstraße R240 ein größerer See mit einer Fläche von knapp 10 ha.
In Kebjatschewo gibt es eine Schule.

## Einzelnachweise

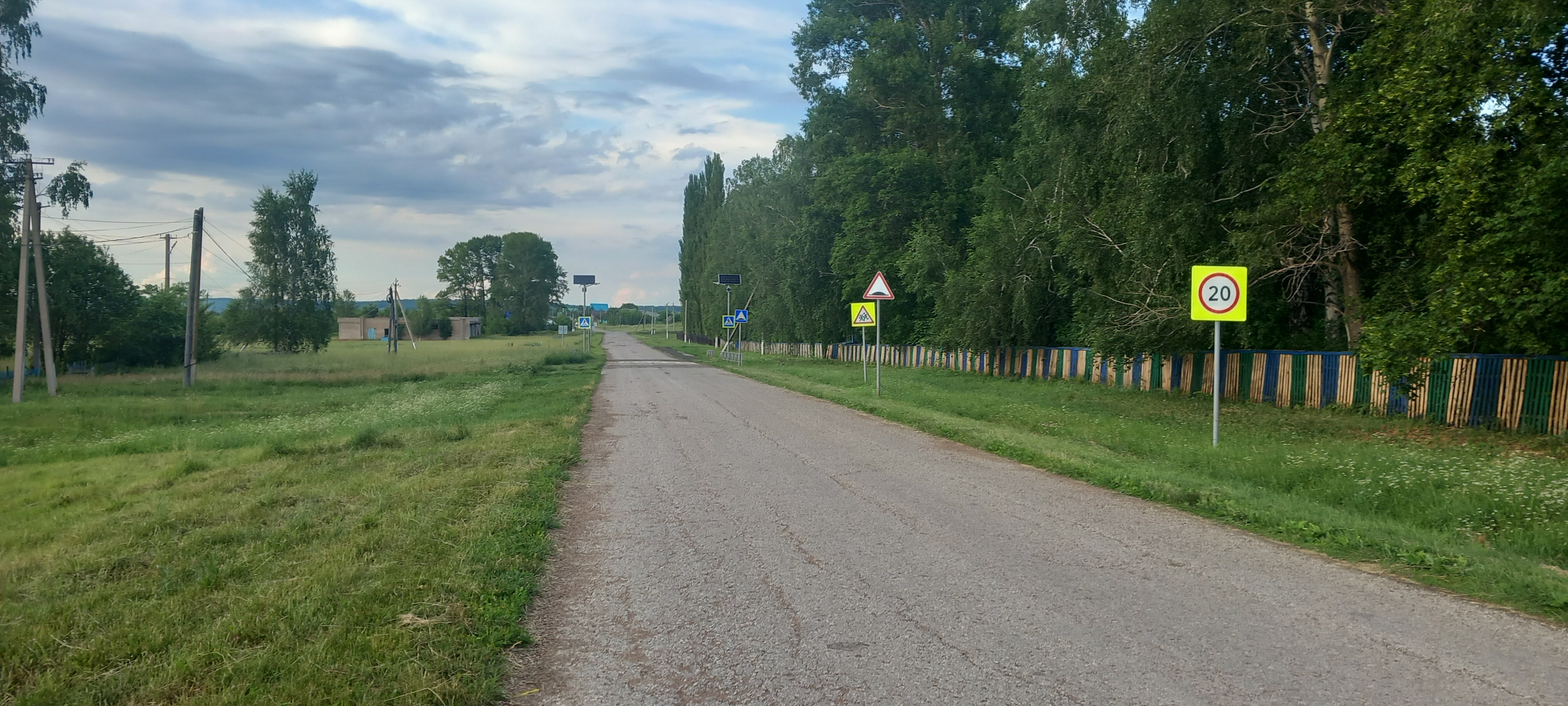
Straße, die Kebjatschewo mit Taschlykul verbindet